# Грейс (тауншип, Миннесота)
Грейс (англ. Grace) — тауншип в округе Чиппева, Миннесота, США. На 2000 год его население составило 134 человека.

## География
По данным Бюро переписи населения США площадь тауншипа составляет 92,9 км², из которых 92,9 км² занимает суша, а 0,1 км² — вода (0,06 %).

## Демография
По данным переписи населения 2000 года здесь находились 134 человека, 50 домохозяйств и 39 семей. Плотность населения —  1,4 чел./км². На территории тауншипа расположено 55 построек со средней плотностью 0,6 построек на один квадратный километр. Расовый состав населения: 93,28 % белых, 0,75 % коренных американцев, 0,75 % азиатов, 2,99 % — других рас США и 2,24 % приходится на две или более других рас. Испанцы или латиноамериканцы любой расы составляли 3,73 % от популяции тауншипа.
Из 50 домохозяйств в 34,0 % воспитывались дети до 18 лет, в 68,0 % проживали супружеские пары и в 22,0 % домохозяйств проживали несемейные люди. 20,0 % домохозяйств состояли из одного человека, при том 12,0 % из — одиноких пожилых людей старше 65 лет. Средний размер домохозяйства — 2,68, а семьи — 3,13 человека.
24,6 % населения — младше 18 лет, 7,5 % — в возрасте от 18 до 24 лет, 25,4 % — от 25 до 44, 29,1 % — от 45 до 64, и 13,4 % — старше 65 лет. Средний возраст — 40 лет. На каждые 100 женщин приходилось 123,3 мужчин. На каждые 100 женщин старше 18 приходилось 140,5 мужчин.
Средний годовой доход домохозяйства составлял 61 667 долларов, а средний годовой доход семьи —  66 250 долларов. Средний доход мужчин —  42 500  долларов, в то время как у женщин — 31 250. Доход на душу населения составил 19 552 доллара. За чертой бедности находились 3,1 % семей и 8,5 % всего населения тауншипа, из которых 14,7 % младше 18 и 8,3 % старше 65 лет.